# Idris trispinosus
Idris trispinosus är en stekelart som först beskrevs av Girault 1917.  Idris trispinosus ingår i släktet Idris och familjen Scelionidae. Inga underarter finns listade i Catalogue of Life.